# Порто Гарибалди (Ферара)
Порто Гарибалди (итал. Porto Garibaldi) је насеље у Италији у округу Ферара, региону Емилија-Ромања.
Према процени из 2011. у насељу је живело 4732 становника. Насеље се налази на надморској висини од 1 м.